# Đại Nam Quốc sử Diễn ca
Đại Nam Quốc sử Diễn ca (chữ Nho: 大南國史演歌) là một tác phẩm văn vần bằng chữ Nôm sáng tác vào khoảng triều Tự Đức thời nhà Nguyễn.

## Lịch sử
Tác phẩm này được thực hiện theo lệnh của vua Tự Đức.
Mậu ngọ, Tự Đức năm thứ 11 [1858], ... Sai Phan Thanh Giản và Phạm Huy chọn người nào tinh chữ quốc âm, để coi làm quyển Sử ký quốc ngữ ca và làm nối sự tích từ Lê, Trịnh đến Xuất đế. Bọn Thanh Giản lấy Biên tu là Lê Ngô Cát, Tư vụ là Trương Phước Hào sung làm.
Văn bản Đại Nam quốc sử diễn ca cổ nhất còn lưu lại mang mã số VNn. 3 của Viện Nghiên cứu Hán Nôm là ấn bản do hiệu sách Trí Trung Đường in năm 1870 với Phạm Đình Toái biên soạn, Phan Đình Thực nhuận chính và Đặng Huy Trứ là người đem in.
Tác phẩm này theo lời bạt của bản in năm 1870 thì tác giả nguyên thủy là Lê Ngô Cát làm với 1887 câu lục bát (3774 dòng), được án sát tỉnh Bình Định Phạm Đình Toái sửa lại thành 1027 câu.
Bản chữ Quốc ngữ đầu tiên cũng xuất hiện năm 1870 do Trương Vĩnh Ký diễn âm.

### Tác giả
Về tác giả Lê Ngô Cát, tiểu sử ghi ông quê ở xã Hương Lang, huyện Chương Đức, tỉnh Hà Nội (nay là xã Thụy Hương, huyện Chương Mỹ, Tp Hà Nội - Hophv), đậu cử nhân năm Mậu Thân 1848 bổ làm việc trong Quốc sử Quán. Ông còn có thời gian làm quan án sát tỉnh Cao Bằng (tài liệu trong Quốc triều Hương khoa lục).
Còn về Phạm Đình Toái, ông quê ở Nghệ An, đậu cử nhân năm 1843, làm án sát tỉnh Bình Định, sau thăng đến Hồng lô Tự khanh, là chức Trưởng quan của Hồng Lô tự của Nhà Nguyễn, chuyên lo việc nghi lễ trong các khoa thi cử như xướng danh, yết bảng (theo Từ điển Chức quan Việt Nam của Đỗ Văn Ninh).

## Nội dung
Đại Nam quốc sử diễn ca là một áng văn chương viết theo thể lục bát, chép lịch sử dân Việt từ Kinh Dương Vương và họ Hồng Bàng đến hết nhà Lê.
Một đoạn được nhiều người biết trong bài trường thi này là phần kể việc khởi nghĩa của Hai Bà Trưng với những câu:
Bà Trưng quê ở châu Phong
Giận người tham bạo thù chồng chẳng quên
Chị em nặng một lời nguyền
Phất cờ nương tử thay quyền tướng quân...
Một vài đoạn trích khác:
Trương Hống, Trương Hát đã can Triệu Việt Vương đừng gã Cảo Nương cho Nhã Lang: 
Có người: Hống, Hát họ Trương 
Vũ biền nhưng cũng biết đường cơ mưu, 
Rằng: "Xưa Trọng Thủy, Mỵ Châu, 
Hôn nhân là giả, khấu thù là chân. 
Mảnh gương vãng sự còn gần, 
Lại toan dắt mối Châu Trần sao nên?